# Cantone di Saint-Flour-1
Il Cantone di Saint-Flour-1 è una divisione amministrativa dell'arrondissement di Saint-Flour.
È stato costituito a seguito della riforma approvata con decreto del 13 febbraio 2014, che ha avuto attuazione dopo le elezioni dipartimentali del 2015.

## Composizione
Comprende parte della città di Saint-Flour e i 23 comuni di
- Andelat
- Auriac-l'Église
- Bonnac
- La Chapelle-Laurent
- Coltines
- Coren
- Ferrières-Saint-Mary
- Lastic
- Laurie
- Leyvaux
- Massiac
- Mentières
- Molèdes
- Molompize
- Montchamp
- Rézentières
- Roffiac
- Saint-Mary-le-Plain
- Saint-Poncy
- Talizat
- Tiviers
- Valjouze
- Vieillespesse